# 大通梓潼廟
大通梓潼廟位於四川省南充市嘉陵區，文物遺址年代判定為清。2012年7月16日公佈為第八批四川省文物保護單位。
大通梓潼廟位於四川省南充市嘉陵區大通鎮梓潼廟村二社，始建於清乾隆四十九年（1784），由東向西分別由文昌殿、觀音殿、佛殿等木結構建築構成，前後施踏道。其占地面積1205平方公尺，建築面積700平方公尺。大通梓潼廟是保存完整的清代木結構建築群，建築結構穩定，格局緊湊。觀音殿為重簷三滴水歇山木結構樓閣式建築，造型獨特，其主體構件保留了原貌，具有較高的歷史、藝術、科學價值，是研究清代木結構建築的珍貴遺產。第三次全國文物普查新發現。